# 中华运动场
中华运动场是20世纪20、30年代位于上海的一座综合性体育场。其占地137亩，为当时上海最大的运动场。

## 历史
中华运动场原址位于天文台路（后改为劳神父路，今合肥路），当时为美国洛克菲勒基金会所有。1921年，上海基督教青年会体育部主任葛雷（J. H. Gary）租下此地，在此建造了网球、篮球、田径、足球、棒球等运动场地。后棒球场地转租给中国棒球会，称为“先锋场”（Pioneer Field）。然而，葛雷等人在此的经营状况不佳。
1925年，成立不久的中华全国体育协进会得到地产商、三育体育会会长程贻泽的资助，偿还了葛雷等人的欠款，并向洛克菲勒基金会租下了该地的使用权，定名为“中华运动场”。其时，中华运动场为上海规模最大的体育场，曾举过第八届远东运动会等重大赛事。1933年5月，该场地被洛克菲勒基金会收回，协进会则迁往申园体育场。

## 举办赛事
中华运动场曾主办过的赛事包括：
- 华东、华南足球分区赛（1926年）
- 华东、华北棒球分区赛（1926年）
- 华东公开运动会（1926年）
- 第一届江南大学体协运动会（1926年）
- 中葡足球赛（1926年）
- 第一届万国运动会（1926年）
- 第八届远东运动会（1927年）
- 万国篮球赛（1927年）
- 万国足球赛（1927年）